# Liste der Stadtoberhäupter von Mainz
Die Liste der Bürgermeister von Mainz enthält in chronologischer Reihenfolge alle Bürgermeister und Oberbürgermeister der Stadt Mainz seit 1800.
Der Stadtverwaltung von Mainz standen in erzbischöflicher Zeit Personen mit den mehrfach geänderten Amtsbezeichnungen scultetus (Schultheiß), Bürgermeister, Hauptmann, Amtmann, und ab 1489 Vizedominus oder Vizedom vor. An der Spitze des französischen Mainz stand ein Maire; ab 1821 hieß das Amt Bürgermeister. Einigen der Amtsträger (ab 1877 allen) wurde als besondere Auszeichnung vom Großherzog die Amtsbezeichnung Oberbürgermeister verliehen. Im Jahre 1911 wurde Oberbürgermeister die regelmäßige Bezeichnung des Mainzer Stadtoberhauptes. Der Titel Bürgermeister wurde zeitweise für alle Beigeordneten des Oberbürgermeisters verwendet, der Vertreter des Oberbürgermeisters hieß sogar Erster Bürgermeister. Zurzeit wird der erste Vertreter nur noch Bürgermeister genannt; die Beigeordneten, die nachrangige Vertretungsrechte in einer festgelegten Reihenfolge wahrnehmen können, heißen Dezernenten.
| Bürgermeister                        | Bürgermeister                        | Partei                  | Amtszeit |
| ------------------------------------ | ------------------------------------ | ----------------------- | --- |
| Franz Konrad Macké                   | Franz Konrad Macké                   |                         | 1800–1814 Maire, 1814 die letzten 16 Tage Oberbürgermeister |
| Franz Freiherr Gedult von Jungenfeld | Franz Freiherr Gedult von Jungenfeld |                         | 1814–1831 Bürgermeister |
| Franz Konrad Macké                   | Franz Konrad Macké                   |                         | 1831–1834 Bürgermeister |
| Stephan Metz                         | Stephan Metz                         |                         | 1834–1836 Bürgermeister |
| Johann Baptist Heinrich              | Johann Baptist Heinrich              |                         | 1837–1838 Bürgermeister |
| Stephan Metz                         | Stephan Metz                         |                         | 1839–1841 Bürgermeister |
| Nikolaus Nack                        | Nikolaus Nack                        |                         | 1842–1860 Bürgermeister, ab 1858 Oberbürgermeister |
| Karl Schmitz                         | Karl Schmitz                         |                         | 1861–1864 Bürgermeister |
| Franz Schott                         | Franz Schott                         |                         | 1865–1871 Bürgermeister |
| Karl Racké                           | Karl Racké                           |                         | 1871–1872 Bürgermeister |
| Carl Wallau                          | Carl Wallau                          |                         | 1872–1877 Bürgermeister, ab 1877 Oberbürgermeister |
| Alexis Dumont                        | Alexis Dumont                        |                         | 1877–1885 Bürgermeister, ab 1881 Oberbürgermeister |
| Georg Oechsner                       | Georg Oechsner                       |                         | 1885–1894 Bürgermeister, ab 1887 Oberbürgermeister |
| Heinrich Gassner                     | Heinrich Gassner                     |                         | 1894–1905 zunächst Bürgermeister, 1894 einige Wochen nach Amtsantritt zum Oberbürgermeister ernannt                                                                                       |
|                                      | Karl Göttelmann                      |                         | 1905–1919 Bürgermeister, ab 1911 Oberbürgermeister |
| Karl Külb                            | Karl Külb                            | NLP, DDP                | 1919–1931 Oberbürgermeister |
|                                      | Wilhelm Ehrhard                      | DDP                     | 1931–1933 Oberbürgermeister |
|                                      | Philipp Wilhelm Jung                 | NSDAP                   | März bis Mai 1933 kommissarischer Oberbürgermeister |
|                                      | Robert Barth                         | NSDAP                   | 1933–1942 Oberbürgermeister |
| Heinrich Ritter                      | Heinrich Ritter                      | NSDAP                   | 1942–1945 Oberbürgermeister |
|                                      | Stadtamtmann Wolf                    |                         | 18. bis 22. März 1945 Kommissarischer Leiter der Stadtverwaltung auf Verfügung von Heinrich Ritter                                                                                        |
|                                      | Hans-Georg Kuhn                      |                         | 22. bis 25. März 1945 von einem Oberst der amerikanischen Armee zum Bürgermeister ernannt                                                                                                 |
|                                      | Heinrich Schunk                      |                         | 23. bis 25. März 1945 von einem Leutnant der amerikanischen Armee zum Bürgermeister ernannt                                                                                               |
|                                      | Rudolph Walther                      | parteilos               | 1945 Oberbürgermeister |
|                                      | Emil Kraus                           | parteilos               | 1945–1949 Oberbürgermeister |
|                                      | Franz Stein                          | SPD                     | 1949–1965 Oberbürgermeister |
| Jockel Fuchs                         | Jakob „Jockel“ Fuchs                 | SPD                     | 1965–1987 Oberbürgermeister |
| Herman-Hartmut Weyel                 | Herman-Hartmut Weyel                 | SPD                     | 1987–1997 Oberbürgermeister |
| Jens Beutel                          | Jens Beutel                          | SPD                     | 1997–31. Dezember 2011 Oberbürgermeister |
| Günter Beck                          | Günter Beck                          | Bündnis 90 / Die Grünen | 1. Januar bis 18. April 2012 kommissarisches Stadtoberhaupt. seit Februar 2010 Bürgermeister wegen seiner Funktion als vom Stadtrat gewählter ständiger Vertreter des Oberbürgermeisters. |
| Michael Ebling                       | Michael Ebling                       | SPD                     | 18. April 2012–13. Oktober 2022 Oberbürgermeister |
| Günter Beck                          | Günter Beck                          | Bündnis 90 / Die Grünen | 13. Oktober 2022 bis 22. März 2023 kommissarisches Stadtoberhaupt. |
|                                      | Nino Haase                           | parteilos               | seit dem 22. März 2023 |